# Jerry Unser
Jeremy Michael Unser Jr. (Colorado Springs, Colorado, 15 de noviembre de 1932-Indianápolis, Indiana, 17 de mayo de 1959) fue un piloto de carreras estadounidense. Fue campeón en 1957 de la USAC Stock Car Championship.
Fue el primero de la familia Unser en competir en las 500 Millas de Indianápolis. Sus hermanos Al Unser y Bobby Unser, y su sobrino Al Unser, Jr. ganaron las 500 Millas de Indianápolis. Además, su hijo Johnny Unser y su otro sobrino Robby Unser corrieron en la competición.
En su primera vez en 1958, Unser Jr. se estrelló en un choque masivo de 13 autos, volando varios metros en el aire y golpeándose contra un muro. Milagrosamente, salió sin heridas graves esa vez. Sin embargo, murió en las prácticas para las 500 Millas de Indianápolis de 1959.